# Карл Франц Прусський
Принц Карл Франц Йосип Вільгельм Фрідріх Едуард Пауль Прусський (нім. Karl Franz Josef Wilhelm Friedrich Eduard Paul von Preußen; 15 грудня 1916, Потсдам, Німецька імперія — 23 грудня 1975, Аріка, Чилі) — німецький офіцер, лейтенант вермахту.

## Біографія
Єдиний син принца Йоахіма Прусського і його дружини Марії Августи, уродженої принцеси Ангальтської, онук імператора Вільгельма II. Був названий на честь померлого в тому ж місяці австрійського імператора Франца Йозефа. На момент народження принц був дванадцятим в лінії успадкування німецького трону, а також, як нащадок королеви Вікторії, знаходився в лінії успадкування британського престолу.
Після самогубства батька, принц був взятий під опіку свого дядька принца Айтеля Фрідріха, призначеного Вільгельмом II офіційним главою дому Гогенцоллернів. У 1921 році опікунство оголосили незаконним, а дитину передали матері. Їй було дано це право, незважаючи на те, що вона втекла від чоловіка, і багато хто при дворі висловлювалися проти неї. У 1922 році Марія Августа одержала кошти від колишнього свекра, які були прописані в шлюбному договорі, хоча адвокат Вільгельма стверджував, що закони дому Гогенцоллернів більше не дійсні і тому більше немає ніяких зобов'язань на користь Марії Августи і її сина.
У роки Другої світової війни принц Карл Франц служив в дивізіоні бронеавтомобілів. Учасник Польської кампанії. В 1940 році знятий зі служби згідно Указу принців.

## Сім'я
Принц Карл Франц був одружений тричі.
Першою дружиною принца в 1940 році стала німецька принцеса Генрієта Герміна Ванда Іда Луїза фон Шенайх-Каролат (1918—1972). У цьому шлюбі народилося троє дітей:
- Франц Вільгельм (1943) — одружився з претенденткою на російський престол великою княгинею Марією Володимирівною Романовою (1953), взяв ім'я Михайло Павлович і перейшов у православ'я. У 1985 році вони розлучилися, в шлюбі народився єдиний син, великий князь Романов Георгій Михайлович.
- Фрідріх Карл Людвіг (1943; помер після народження) — близнюк Франца Вільгельма.
- Франц Фрідріх Крістіан (1944)

9 листопада 1946 року вступив в другий (морганатичний) шлюб з Луїзою Дорою Гартманн (1901—1961), яка була старша за нього на 7 років, дітей пара не мала, розлучилася в 1959 році.
У тому ж 1959 році, 20 липня вступив в третій шлюб з донною Євою Марією Герера і Вальдівелано (1922—1987). Весілля відбулося в Лімі. В шлюбі народилося двоє дочок:
- Олександра Марія (1960) — дружина Альберта Ребо з 1995 року, мають двох дітей;
- Дезіре Анастасія (1961) — дружина Іоанна Карлоса Гамарра і Скілс з 1983 року, двоє дітей.

## Нагороди
- Орден Чорного орла
- Залізний хрест 2-го класу